# Batalla de Irún
La batalla de Irún fue un combate crucial en el conjunto de operaciones de la campaña de Guipúzcoa durante la guerra civil española, antes de que comenzara la ofensiva del Norte. El hecho decisivo reside en que al tomar la ciudad guipuzcoana de Irún, se cortaba la vía de comunicación terrestre con Francia, reduciendo en gran medida el suministro de armamento a la franja norte que se mantenía fiel a la República.

## Antecedentes
Después de la golpe de Estado de julio de 1936 y la rendición de los cuarteles de Loyola, Guipúzcoa se había mantenido en su totalidad fiel a la República. No obstante, desde el primer día Mola había intentado enviar columnas para hacerse con el control de la provincia y cortar la comunicación con la frontera francesa. Después del fracaso de los sublevados en San Sebastián, la posibilidad de una rápida conquista se esfumaron y  ante la falta de tropas (tanto por parte gubernamental como por parte de Mola) la situación se estabilizó.
La franja norte que se mantenía fiel al gobierno republicano quedó geográfica y políticamente aislada del resto de territorio republicano, por lo que las autoridades republicanas de aquella zona tuvieron que actuar por su cuenta. Además, era bien difícil hacer llegar refuerzos de la zona central y máxime en los primeros días de la guerra, que el estado republicano se había desintegrado entre la rebelión militar y la situación revolucionaria que estaba teniendo lugar paralelamente.

## Bandos enfrentados
Irún se encuentra entre la frontera francesa y San Sebastián, constituyendo un punto crucial para las comunicaciones con Francia y el resto de España. En este caso, era la única vía de comunicación terrestre de la zona norte bajo control republicano con Francia. La zona oriental de Guipúzcoa estaba defendida por una fuerza mayor de 2000 hombres repartidos entre militares fieles, batallones de mineros asturianos así como milicias vascas anarquistas, comunistas y de nacionalistas vascos (PNV). Estaban mal armados y apenas si disponían de artillería, por no decir la total ausencia de aviación del lado gubernamental. 
Por otro lado, las fuerzas sublevadas en la zona no eran mayores en tamaño, contaban con el apoyo de artillería pesada,  refuerzos aéreos que consistían en Junkers Ju 52. Por ende, las fuerzas con las que contaba Mola estaban compuestas por unidades militares profesionales y de Milicias carlistas, que, a diferencia de las milicias de la zona republicana, estas si tenían un entrenamiento militar de antes de la guerra.

## Desarrollo de los combates

### Asalto sobre Guipúzcoa

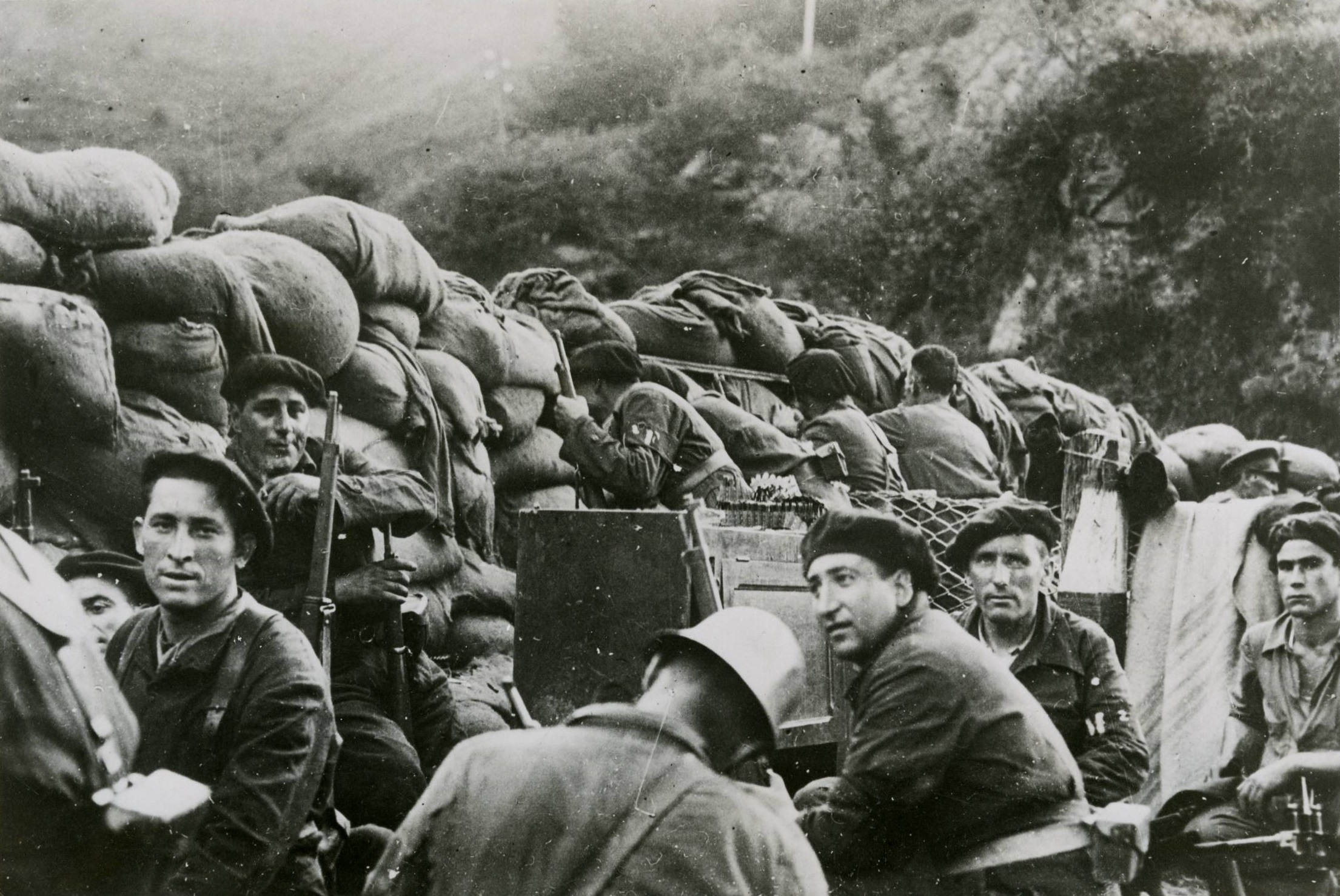
Civiles armados del bando republicano parapetados detrás de sacos de arena.

La ciudad empezó a ser hostigada por los Junkers alemanes pero también por barcos de la flota del Cantábrico que los sublevados han logrado organizar para bloquear los puertos de la zona republicana; el día 11 de agosto, una flota formada por el acorazado España y el crucero Almirante Cervera bombardeó la ciudad duramente. Estos ataques provocan la ira de los milicianos que fusilarán en represalia a no pocos militares y derechistas que se encontraban recluidos en el fuerte de Guadalupe desde la sublevación del 18 de julio, con el beneplácito e indiferencia de las autoridades republicanas. En el bastión navarro Mola reorganizó sus fuerzas y planificó el asalto final sobre Guipúzcoa.
Será el teniente coronel Alfonso Beorlegui el encargado de dirigir a las fuerzas sublevadas columnas requetés en su avance hacia Irún. Ya el 9 de agosto la columna Beorlegui lanzó un ataque directo contra Irún que fue duramente respondido por las milicias populares mandadas por el comunista Manuel Cristóbal Errandonea, así como por los carabineros mandados por los tenientes Gómez y Ortega. Así, la resistencia republicana frustró este primer ataque. El 27 de agosto las tropas sublevadas iniciaron el asalto final contra Irún, cuyo camino queda prácticamente abierto con la conquista de Tolosa y el cerro Pikoketa, posiciones claves. Un día antes las tropas de Beorlegui también habían llegado al fuerte de San Marcial, aunque no lo conquistaron.

### Combates en San Marcial
El mismo día de 27 las tropas sublevadas llegaron a los alrededores de la ciudad pero la resistencia republicana fue tan fuerte que las tropas de Beorlegui quedaron al margen: la lucha llegó al combate cuerpo a cuerpo. Y a pesar de todo, las fuerzas republicanas se encontraban fuertemente presionadas por la falta de armas y suministros, en tanto que la frontera francesa había sido cerrada el 8 de agosto y el incipiente gobierno vasco no disponía de reservas de oro para la compra de armamento. El fuerte de San Marcial, que fue defendido por los mineros asturianos y de las milicias anarquistas, resistió durante varios días ante los asaltos sublevados y el fuerte martilleo de artillería y aviación. Cuando se acabaron las municiones entre la guarnición, estos lanzaron dinamita y piedras contra los asaltantes pero finalmente la posición cayó el 2 de septiembre, hecho que sentenció a la defensa de la ciudad.

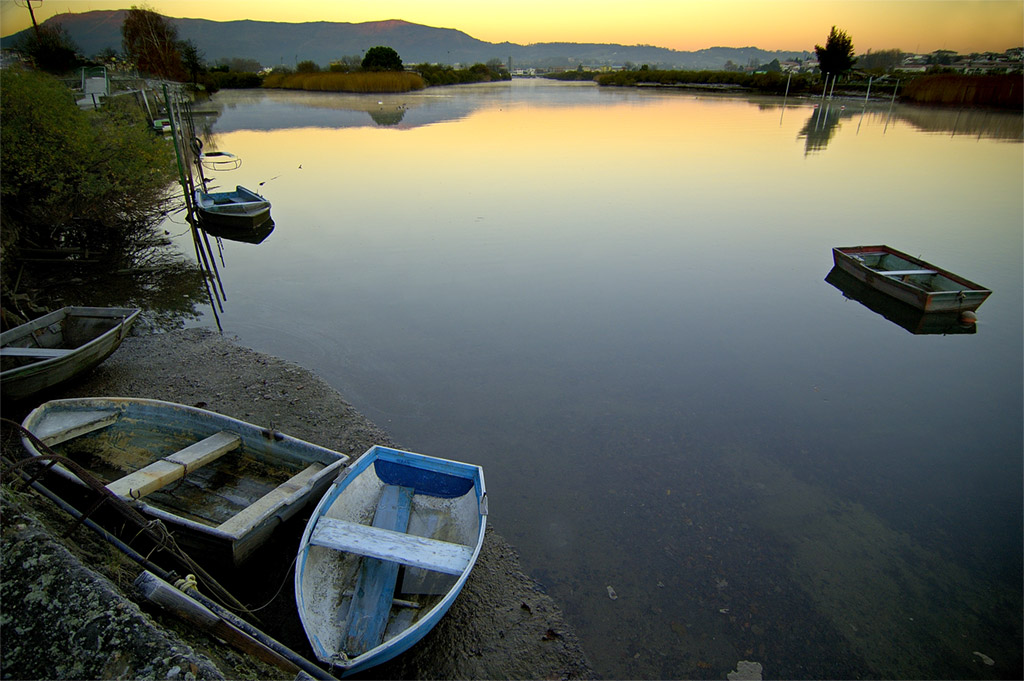
Río Bidasoa, frontera natural entre España y Francia.

### La lucha llega a Irún
La lucha en los alrededores de la ciudad se prolongó durante días a pesar de la inferioridad republicana, pues estos se defendían tenazmente y solo contaban con la ayuda de 2000 hombres ya que saben que si los rebeldes consiguen ocupar el pasillo de Irún-San Sebastián, será muy difícil mantener el resto de poblaciones de Euskadi. Los fuertes tiroteos alcanzaron tal clímax cuando se acercaron al puente internacional y la frontera francesa que Beorlegui tuvo que prohibir disparar hacia el Norte y el Este por temor a que las balas alcanzasen territorio francés y provocaran un conflicto diplomático. Mola emprendió una campaña para aislar el País Vasco y cerrar el acceso a la frontera con Francia. Tras declarar que aspiraba a una «victoria aplastante» y que no pensaba en una paz negociada, Mola ordenó bombardear diariamente Irún y Fuenterrabía tanto desde el mar como desde aviones alemanes e italianos, que lanzaban panfletos amenazando con repetir lo que se había hecho en Badajoz. Los milicianos que defendían Irún, muchos de ellos mineros asturianos y milicianos de organizaciones anarquistas fueron desbordados el 3 de septiembre. Miles de refugiados huyeron de Irún presa del pánico hacia Francia cruzando el puente internacional sobre el río Bidasoa de Irún. El País Vasco, Santander y Asturias estaban ahora aislados tanto de Francia como del resto de la España republicana. Las fuerzas rebeldes ocuparon San Sebastián el domingo 13 de septiembre de 1936. Mola emitió un ultimátum el 25 pidiendo la inmediata rendición de Bilbao y amenazando con un asalto total por tierra, mar y aire. El 12 de octubre, afirmó que capturaría Bilbao en una semana. Los milicianos que defendían Irún deciden incendiar la ciudad ante el inminente control del territorio por las tropas del coronel Beorlegui.
Ante el estado de destrucción en que se encontraba la ciudad, los sublevados usarían el ejemplo de Irún como barbarie de los republicanos en su retirada: Durante el resto de la guerra citarían en numerosas ocasiones el ejemplo de Irún. Lo cierto es que este incendio creó una gran controversia dentro del bando republicano y durante el resto de la guerra en el País Vasco los batallones vascos impidieron que se repitieran estos actos. Por otro lado, Beorlegui había conseguido su gran objetivo, pero fue herido por un francotirador cuando entró en la ciudad y se encontraba inspeccionando la zona fronteriza. A pesar de que no era una herida profunda, se negó a que fuese convenientemente tratado y la herida gangrenó, muriendo al cabo de unas semanas.

## Consecuencias
La caída de Irún supuso un duro golpe para la República pero especialmente para la zona norte que aún se mantenía fiel, ya que cerró toda comunicación terrestre con Francia y dejó aún más aislada esta zona de lo que ya se encontraba. Por ende, también decidió la defensa de San Sebastián, que por su ausencia de defensas naturales se veía condenada por la caída de Irún, que caería el 12 de septiembre. Sin embargo, tras la caída de la capital el avance se ralentizó ante la dura resistencia de los republicanos y el 12 de octubre Mola ordenó detener todo avance, manteniendo casi toda Guipúzcoa bajo ocupación.